# Gary Caldwell
Gary Caldwell (Stirling, 12 aprile 1982) è un allenatore di calcio ed ex calciatore scozzese, di ruolo difensore, tecnico dell'Exeter City.

## Biografia
È il fratello di Steven Caldwell, anch'egli ex calciatore professionista.

## Caratteristiche tecniche
Solitamente veniva schierato come difensore centrale, ma era in grado di ricoprire anche i ruoli di mediano e terzino destro.

## Carriera

### Giocatore

#### Club

##### Inizi e Newcastle
Nato a Stirling in Scozia, Gary Caldwell viene ingaggiato a 13 anni nelle giovanili del Celtic di Glasgow, prima di passare nel 1997 al Newcastle, in Inghilterra. Con le Magpies non riuscirà comunque a trovare spazio in prima squadra, finendo in prestito in diverse compagini minori: il Darlington nel 2001-2002 e nelle successive stagioni l'Hibernian, il Coventry e il Derby County.

##### Hibernian
Durante la stagione 2003-2004 torna all'Hibernian, club di Edimburgo, dove era passato a titolo temporaneo già due anni prima. Il 14 marzo 2004 disputa la finale della Coppa di Lega scozzese, persa 0-2 contro il Livingston. Nell'estate 2004 sembra in procinto di aggregarsi agli olandesi del Vitesse ma alla fine rimane con gli Hibs.
In pieno Campionato scozzese 2005-2006 circolano voci circa un suo possibile passaggio al Celtic nell'annata successiva. Questi rumours non fanno felici i tifosi dell'Hibernian che fischiano Caldwell nel match contro l'Aberdeen. Alla fine, pure il manager del Celtic Gordon Strachan non può far altro che confermare la trattativa.

##### Celtic
Tornato al Celtic nel 2006, Caldwell rimarrà a Glasgow quattro stagioni. Nella prima annata, caratterizzata da degli infortuni e da un certo scetticismo da parte dei tifosi, conquista il double campionato e coppa 2006-2007.
Dopo aver giocato con più continuità nella stagione successiva (dove il Celtic rinconquista il titolo di Scozia), dall'annata 2008-2009 diventa un simbolo della squadra, tanto da essere nominato Calciatore dell'anno del campionato scozzese 2009.
Divenuto capitano, rimane al Celtic un'altra metà di stagione prima di lasciare Glasgow dopo 106 presenze e cinque reti in campionato. I suoi ultimi mesi coi Celts non sono privi tuttavia di polemiche poiché, in merito alla proposta della società di rinnovare il contratto, il giocatore dichiara di essere stato "preso in giro" dall'offerta fatta dal nuovo manager Tony Mowbray (allenatore già avuto da Caldwell all'Hibernian).

##### Wigan
Il 13 gennaio 2010 si lega al Wigan, club inglese di Premier League. Tre giorni dopo debutta con la nuova squadra nel match vinto 2-0 contro il Wolverhampton, mentre il 27 gennaio segna la prima rete al Wigan nella partita persa 1-2 contro il Blackburn.
Data la partenza in estate di Mario Melchiot, all'inizio della stagione 2010-2011 Caldwell viene nominato capitano dei Latics. L'anno successivo si rivela uno dei giocatori chiave nella salvezza del Wigan, tanto da essere nominato Calciatore dell'anno del club.
A termine della Premier League 2012-2013 il Wigan non riesce ad evitare la retrocessione ma in Coppa d'Inghilterra è protagonista di un cammino memorabile che lo porta a trionfare in finale contro il più quotato Manchester City. In tale occasione Caldwell alza al cielo lo storico trofeo assieme ad Emmerson Boyce.
Caldwell rimane al Wigan fino al febbraio del 2015 quando, non essendosi ripreso da un infortunio all'anca, si ritira dal calcio giocato a 33 anni.

#### Nazionale
Dopo diverse esperienze con l'under-21, il 27 marzo 2002 Caldwell ha esordito con la nazionale maggiore scozzese nel match perso 5-0 contro la Francia allo Stade de France, alla prima partita da commissario tecnico di Berti Vogts. Il 30 maggio 2004 realizza la prima rete in nazionale nell'amichevole vinta ad Edimburgo 4-1 contro Trinidad e Tobago. Il 7 ottobre 2006 marca ad Hampden Park la rete che decide il match di qualificazione ad Euro 2008 contro la Francia (vittoria scozzese per 1-0). Sarà l'ultimo gol segnato da Caldwell con la Tartan Army.

### Allenatore

#### Wigan
Nel febbraio 2015, appena appesi gli scarpini al chiodo, diventa membro dello staff dell'Academy del Wigan, sua ultima squadra da giocatore. Il 7 aprile 2015 viene nominato nuovo allenatore della prima squadra, dopo le dimissioni del manager Malky Mackay, con i Latics al 23º posto in Championship, a sole cinque giornate al termine del campionato.
Caldwell non riesce tuttavia ad evitare la retrocessione in League One, anche se il presidente David Sharpe lo riconferma per la stagione successiva, culminata con la vittoria in campionato e l'immediata promozione in seconda serie. Il 25 ottobre 2016 viene sollevato dall'incarico dopo quattro partite senza vittorie e la squadra in 23ª posizione.

#### Chesterfield
Nel gennaio 2017 diventa allenatore del Chesterfield, in terza serie, a seguito delle dimissioni del precedente tecnico Danny Wilson. A fine anno retrocede e il 16 settembre 2017 viene esonerato dopo un brutto avvio di League Two 2017-2018.

#### Partick Thistle
Nell'ottobre 2018 torna in patria, al Partick Thistle, con cui raggiunge la salvezza nel Campionato scozzese, ma nel settembre 2019 viene esonerato dopo aver lasciato la squadra al penultimo posto nella Scottish Premiership 2019-2020.

#### Nello staff di Newcastle e Hibernian
Nel 2021 Caldwell viene nominato primo allenatore ad interim del Newcastle under-23, mentre in seguito è delegato dal Manchester City a supervisionare i propri giocatori nelle squadre in prestito. Nel dicembre 2021 torna all'Hibernian in qualità di assistente dell'allenatore Shaun Maloney. Vengono licenziati entrambi a seguito della sconfitta in semifinale di Coppa di Scozia contro i rivali degli Hearts.

#### Exeter City
Il 24 ottobre 2022 viene ufficializzato nuovo allenatore dell'Exeter City, col quale termina la League One 2022-23 in 14ª posizione.

## Palmarès

### Giocatore

#### Club
- Campionato scozzese: 2

Celtic: 2006-2007, 2007-2008
- Coppa di Scozia: 1

Celtic: 2006-2007
- Coppa di Lega scozzese: 1

Celtic: 2008-2009
- Coppa d'Inghilterra: 1

Wigan: 2012-2013

#### Individuale
- Giocatore dell'anno della SFWA: 1

2009

### Allenatore
- Football League One: 1

Wigan: 2015-2016